# Phragmatobia magnifica
Phragmatobia magnifica là một loài bướm đêm thuộc phân họ Arctiinae, họ Erebidae.